# Автошлях E64

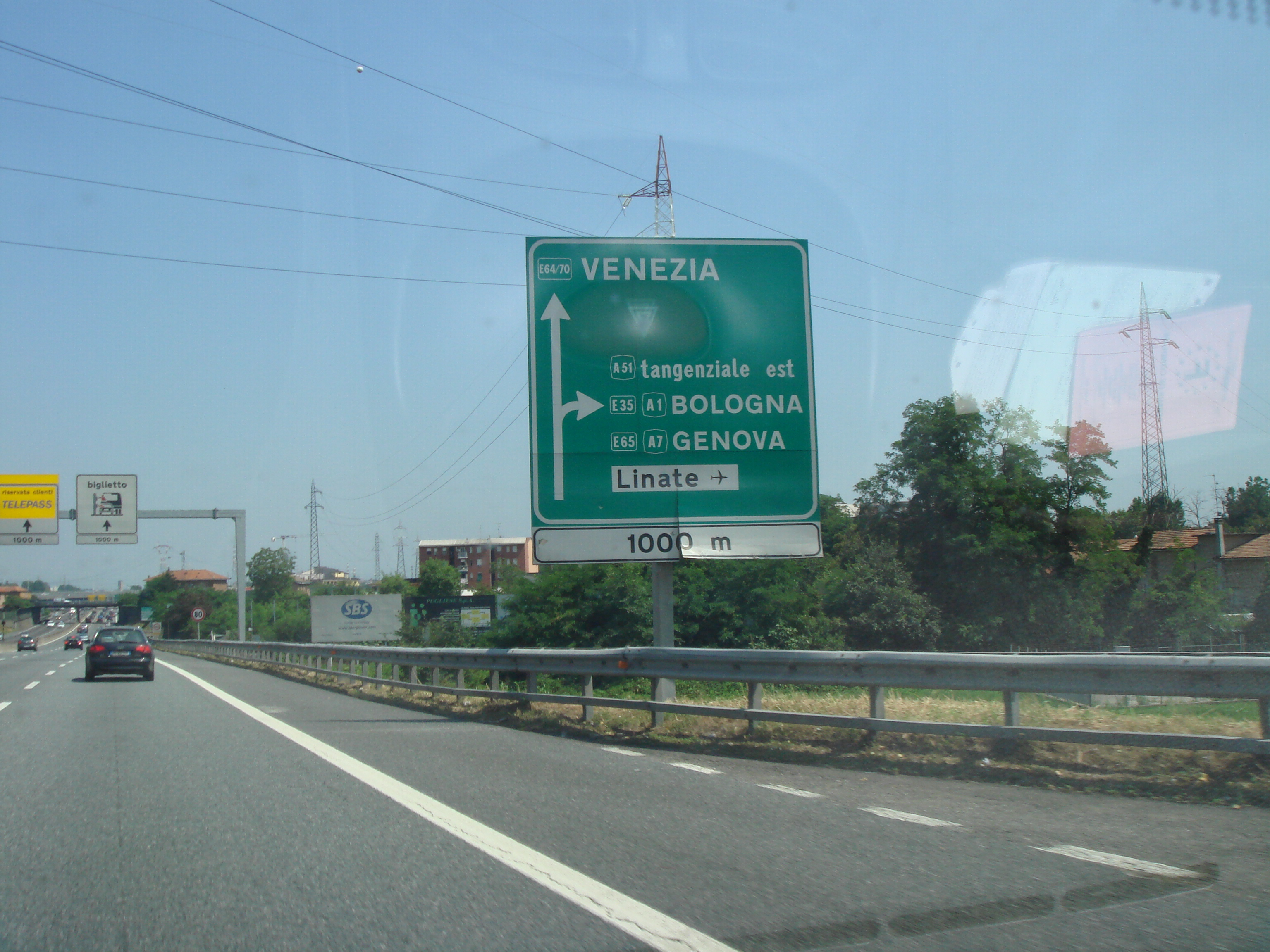
E64 близько Мілана

Автошлях E64 — європейський автомобільний маршрут категорії А в Південній Європі, є серією автомобільних доріг в Італії, що з'єднують Турин і Брешію. Довжина маршруту — 246 км.
Маршрут починається в Турині (П'ємонт), слід на північний схід в Ломбардію, де проходить через Мілан. Далі він триває на північний схід до Брешії.
E64 пов'язаний з маршрутами:
- У Турині:  E70,  E612 і  E717
- У Мілані:  E35 і  E62
- У Брешіа:  E70

## Див. Також
- Список європейських автомобільних маршрутів